# مازاتلان
مازاتلان هي مدينة في ولاية سينالوا المكسيكية، تعمل المدينة كمقر بلدية للمدن القريبة، والمعروفة باسم بلدية مازاتلان. تقع على ساحل المحيط الهادئ، عبر الطرف الجنوبي من شبه جزيرة باها كاليفورنيا.
مازاتلان هي كلمة بلغة ناواتل وتعني «مكان الغزلان». تأسست المدينة عام 1531 على يد جيش من الإسبان والسكان الأصليين. بحلول منتصف القرن التاسع عشر، وصلت مجموعة كبيرة من المهاجرين من ألمانيا. بمرور الوقت، تطورت مازاتلان إلى ميناء بحري تجاري، واستوردت معدات لمناجم الذهب والفضة المجاورة. كانت عاصمة ولاية سينالوا من عام 1859 إلى 1873. أثر المستوطنون الألمان أيضًا على الموسيقى المحلية، حيث كانت بعض الأنواع عبارة عن موسيقى شعبية بافارية. أسس المستوطنون أيضًا مصنع الجعة باسيفيكو في 14 مارس 1900. تتمتع مازاتلان بثقافة غنية ومجتمع فني. بالإضافة إلى مسرح أنجيلا بيرالتا، يوجد في مازاتلان العديد من المعارض الفنية واستوديوهات فنانين. ويوجد متحف مازاتلان الفني، متحف ديل آرتي.
يبلغ عدد سكانها 438,434 اعتبارًا من تعداد 2010، مازاتلان هي ثاني أكبر مدينة في ولاية سينالوا. كما أنها مقصد سياحي حيث تصطف شواطئها بفنادق والمنتجعات.

## التسمية
مازاتلان اشتقاقيًا يأتي من لغة ناواتل ويعني «أرض الغزلان» (مازاتل «الغزلان» وتلان «الأرض» أو «المكان»).
في الأصل، تم استخدام اسم مازاتلان لما يسمى الآن فيلا الاتحاد. وكانت تسمى جزر مازاتلان وكان فيها ميناء بحري. بموجب مرسوم صادر في 11 سبتمبر 1828، تم تغيير اسم مازاتلان إلى فيلا الاتحاد، ويتم أستخدام الاسم نفسه على المدينة المتواجدة الآن في ولاية سينالوا.

## التاريخ
كانت مجموعات السكان الأصليين في منطقة مازاتلان قبل وصول الإسبان إلى المنطقة. تضمنت هذه المجموعات عائلة توتوراميس، التي كانت تعيش من الضفة الجنوبية لنهر بياكستلا، إلى ريو دي لاس كاناس، وعاشوا في الجبال في ولاية دورانغو المجاورة.
وفقًا لـ مخطوطة مندوزا، تم احتلال المنطقة في عهد تيزوك ودمجها مع إمبراطورية الآزتيك.

## الاقتصاد
السياحة وصيد الأسماك هي الصناعات الرئيسية في مازاتلان. تضم المدينة المنتجعات الشاطئية الرئيسية، ولديها ثاني أكبر أسطول صيد في المكسيك. وأكثر منتجات المأكولات البحرية في المدينة هي الجمبري والتونة. أُطلق على أول فندق في مازاتلان مع مطعم بداخله اسم كانتون لا فوندا، وبدأ تشغيله في عام 1850. وكان مملوكًا لمهاجر صيني، وهو لوين سينغ، والذي أطلق على المؤسسة اسم فندق لوين سينغ. في عام 1864، كان هناك ثلاثة فنادق وثلاثة مطاعم في مازاتلان، مع افتتاح المزيد في أواخر القرن التاسع عشر. اليوم، أكثر من عشرين ميلاً من الشواطئ هي عامل الجذب الرئيسي للسياح، وتحتوي المدينة على عدد كبير من الفنادق والمطاعم والحانات والمحلات التجارية. المدينة هي أيضًا موطن لمصنع الجعة باسيفيكو ومصنع للقهوة ومحطتين لتوليد الطاقة.